# Майраго
Майра̀го (на италиански: Mairago, на западноломбардски: Mairagh, Майраг) е село и община в Северна Италия, провинция Лоди, регион Ломбардия. Разположено е на 69 m надморска височина. Населението на общината е 1420 души (към 2011 г.).